# Chaetodon adiergastos
Poisson-papillon des Philippines
Espèce
Statut de conservation UICN

 LC  : Préoccupation mineure
Chaetodon adiergastos, communément nommé Poisson-papillon des Philippines, est une espèce de poisson marin de la famille des Chaetodontidae.

## Répartition
Le Poisson-papillon des Philippines est présent dans les eaux tropicales du centre de l'Indo/ ouest Pacifique.

## Description

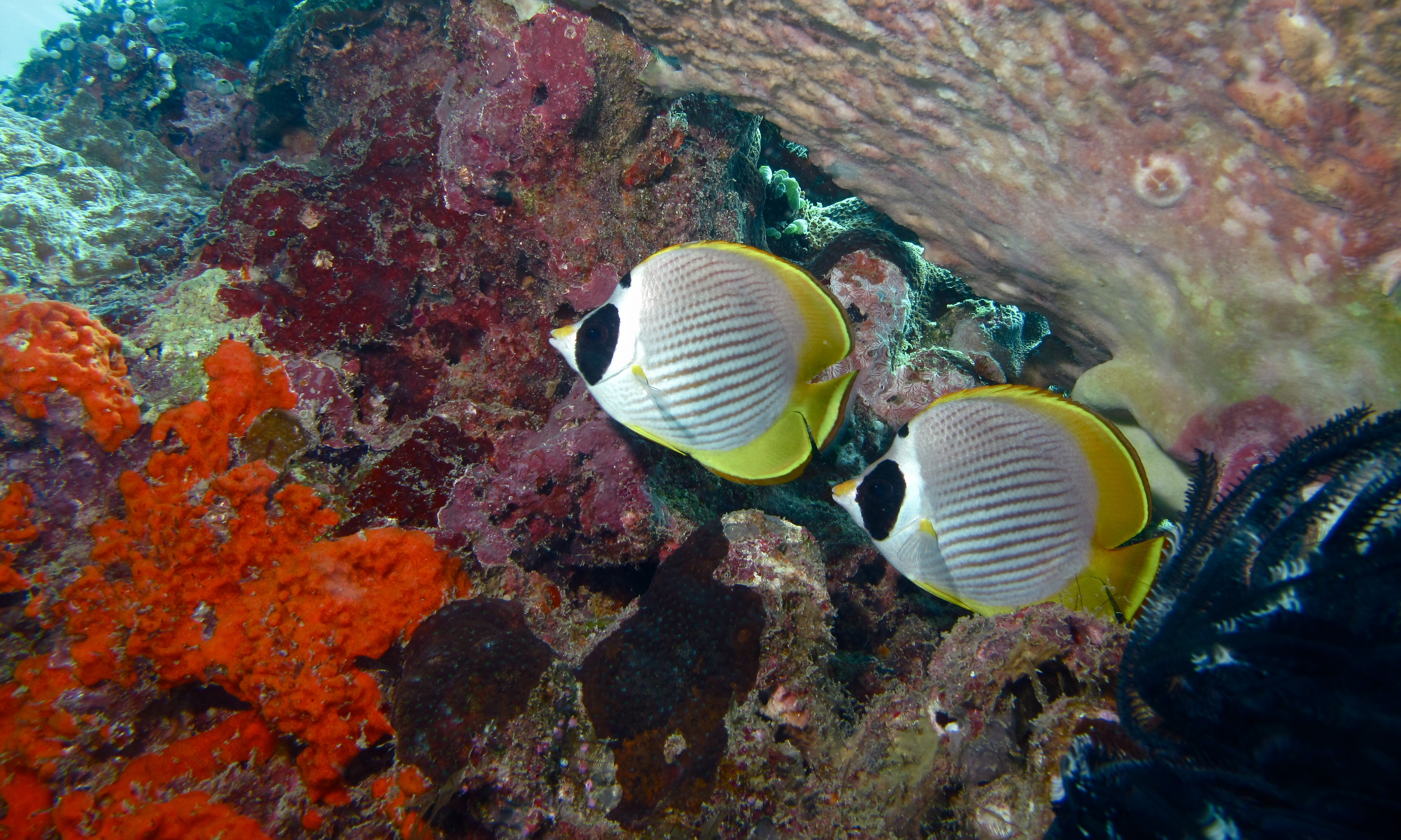
Chaetodon adiergastos (Sabah, Malaisie)

Sa taille maximale est de 20 cm.